# هفت‌چشمه (آبدانان)
هفت چشمه (آبدانان)، روستایی از توابع بخش مرکزی شهرستان آبدانان در استان ایلام ایران است.

## مردم
مردم این روستا از طایفه سلاحورزی هستند و به زبان لری خرم آبادی سخن می گویند.

## جمعیت
این روستا در دهستان جابرانصار قرار دارد و براساس سرشماری مرکز آمار ایران در سال ۱۳۸۵، جمعیت آن ۱٬۷۳۸ نفر (۳۳۷خانوار) بوده‌است.